# Лейостила португальська
Лейостила португальська (Leiostyla cassida) — вид наземних черевоногих молюсків з родини Lauriidae.

## Поширення
Ендемік Мадейри. Вид ще знаходили у 1870-х роках у декількох місцевостях на острові. З 1970 року проводилися численні дослідження в різних точках острова, протягом різних сезонів з використанням різних методологій відбору проб, але від тоді вид не був знайдений.